# Лаж
Лаж — река в Республике Марий Эл и Кировской области, правый приток Немды (бассейн Камы). Устье реки находится в 73 км по правому берегу реки Немда. Длина реки составляет 73 км, площадь водосборного бассейна 1140 км². Высота устья — 94 м над уровнем моря.
Система водного объекта: Немда → Пижма → Вятка → Кама → Волга → Каспийское море.

## Данные водного реестра

Бассейн Вятки

По данным государственного водного реестра России относится к Камскому бассейновому округу, водохозяйственный участок реки — Вятка от города Котельнич до водомерного поста посёлка городского типа Аркуль, речной подбассейн реки — Вятка. Речной бассейн реки — Кама.
Код объекта в государственном водном реестре — 10010300412111100037402.

### Притоки (км от устья)
- 11 км: река Кокша (пр)
- 14 км: река Чукша (лв)
- 19 км: река Пузя (лв)
- 26 км: река Она (лв)
- 34 км: река Шолнерка (лв)
- 39 км: Пижайка (в водном реестре — река без названия) (пр)
- 45 км: река Сердяжка (лв)
- 49 км: Мушка (в водном реестре — река без названия) (лв)
- 56 км: река Нолька (лв)